# Acharya N. G. Ranga Agricultural University
Acharya N G Ranga Agricultural University är ett universitet i Indien.   Det ligger i distriktet Rangareddi och delstaten Telangana, i den centrala delen av landet. 